# جون فرانكلين بوبيت
جون فرانكلين بوبيت (16 فبراير 1876 بالقرب من إنغليش، إنديانا - 7 مارس 1956 في شيلبيفيل، إنديانا) كان مربيًا أمريكيًا وأستاذًا جامعيًا وكاتبًا. ممثل أصحاب الفكر الفعال والمتخصص في مجال المناهج الدراسية.

## الحياة المبكرة والتعليم
كان والداه جيمس ومارثا بوبيت، وُلِد في بلدة إنغليش الصغيرة بولاية إنديانا في 16 فبراير 1876. تخرج بوبيت عام 1901 من جامعة إنديانا. عمل أولاً في العديد من المدارس الريفية في إنديانا.
من عام 1903 إلى عام 1907، كان بوبيت مدرسًا في مدرسة الفلبين العادية في مانيلا. ذهب إلى الفلبين كجزء من عضو في لجنة أُرسلت لوضع منهج مدرسة ابتدائية للجزر. كانت لديهم الحرية في تشكيل منهج أصلي يناسب احتياجات السكان. في البداية، جمعوا الكتب المدرسية الأمريكية التي كانوا على دراية بها في مدارس الولايات المتحدة، لكن مدير التعليم في الفلبين جعلهم يراجعون عملهم. عندما رأوا أن فكرتهم لا تتناسب مع الواقع الاجتماعي، تخلصوا من خطتهم الأصلية. هذه المرة وضعوا خطة بمجموعة متنوعة من الأشياء لمساعدة الناس على اكتساب الصحة وكسب لقمة العيش والتمتع بتحقيق الذات. لقد ابتعدوا عن الكتب المدرسية الأمريكية ووجدوا أنشطة مستمدة من الثقافة الفلبينية. وهنا أدرك بوبيت أن هناك حلولاً أكثر فائدة لتشكيل المناهج الدراسية من مجرد استخدام المعتقدات التقليدية.
واصل بوبيت دراسته وحصل على درجة الدكتوراه من جامعة كلارك في عام 1909. من عام 1909 حتى تقاعده في عام 1941، عمل بوبيت كأستاذ في جامعة شيكاغو.